# Will Verkerk
Willibrord Johannes (Will) Verkerk (Utrecht, 1 december 1938) is een Nederlands voormalig politicus.
Verkerk was aanvankelijk voorlichter van de gemeente Eindhoven, en kwam in mei 1994 in de Tweede Kamer namens het Algemeen Ouderen Verbond (AOV). Hij kwam na anderhalf jaar in conflict met fractieleider Jet Nijpels, waarna de fractie splitste; hij schoof zichzelf naar voren als fractievoorzitter van het AOV, wat hij was van 6 september 1995 tot 31 maart 1998; zijn fractiegenoot was Cees van Wingerden. Ook hiermee kwam het tot een breuk, kort voor de verkiezingen van 1998. Van 1 april tot 19 mei 1998 zat hij als eenmansfractie in de Kamer onder de naam Groep Verkerk. Hij kaartte als Kamerlid de millenniumproblematiek aan (de mogelijkheid dat verouderde computersystemen niet meer zouden werken met ingang van 1 januari 2000).
- Parlement.com: vg09lllp3kwu